# Garding, Kirchspiel
Garding, Kirchspiel település Németországban, Schleswig-Holstein tartományban. Lakosainak száma 319 fő (2023. december 31.).

## Népesség
A település népességének változása:
| Lakosok száma | 299  | 319  | 295  | 330  | 320  | 319  |
|               | 1975 | 2017 | 2019 | 2021 | 2022 | 2023 |